# Хлеб ранних лет
«Хлеб ранних лет» (нем. Das Brot der frühen Jahre) — рассказ Генриха Бёлля, написанный летом 1955 года и впервые опубликованный в Кёльне и Берлине в 1955 году издательством Kiepenheuer & Witsch. Книга в оригинальном тканевом переплёте насчитывала 140 страниц.

## Содержание
Сам Бёлль резюмировал эту историю следующими словами: «Это история молодого человека, которому сейчас 24 года, а в конце войны было 13 или 14, он приезжает в город, сначала голодает, но потом „вливается в коллектив“, ставит перед собой цель сделать карьеру, даже добивается её — и тут его тянет в другую сторону любовь к молодой девушке».
В этой ретроспективе главный герой Вальтер Фендрих рассказывает о своей прошлой жизни и о том дне, когда она приняла решающий оборот. Это был день, когда он встретил Хедвиг Муллер, уроженку его родины, которая переехала в город учиться. Вальтер, испытавший на себе голод и эксплуатацию послевоенных лет и с тех пор оценивающий людей только по их щедрости, впервые находит в Хедвиг человека, которого он может полюбить без всяких условий.
В этом рассказе Бёлль рисует образ человека, измученного тяготами войны и нищетой послевоенных лет, который распознает животное начало в своих товарищах по несчастью, не осуждая их. Он сам чувствовал это животное в себе во время войны. Голод превратил его в волка, в существо, единственным стремлением которого в жизни было заполнение унылой пустоты в желудке. Хлеб первых лет послевоенной Германии становится единицей измерения в жизни молодого человека, который в атмосфере враждебности и эмоциональной холодности зарабатывает на жизнь всевозможными работами, которые вскоре начинает ненавидеть, пока наконец не становится востребованным человеком, ремонтируя стиральные машины. Нет ничего важнее, чем иметь достаточно хлеба, желательно больше, чем он может съесть сам. Даже позднее, когда главный герой стал довольно состоятельным и может позволить себе более дорогую еду, он все равно не упускает возможности заказать в кафе простые булочки.
Единственным социализирующим компонентом в его жизни были страдания матери, которая, будучи смертельно больной и голодающей, хотела оставить ему свой последний кусок хлеба. Именно она остается объективной во всем безумии повседневной жизни первых послевоенных лет.
По крайней мере, именно такой запомнилась Вальтеру его мать. И именно она кажется той основой, той социальной составляющей, которая позволяет воскресить в нем любовь. Молодая девушка, дочь бывшего учителя, просит его снять для нее комнату.
В этой истории, которая передает впечатление о настроениях в послевоенной Германии, мало что происходит. На самом деле появление девушки дает Вальтеру возможность осознать все то, с чем он сталкивался на протяжении многих лет и что делало его одиноким, несмотря на финансовую обеспеченность. Теперь он хочет это изменить.

## Переводы
- на болгарский — Chljabat na predisnite godini
- на турецкий — İlk yılların ekmeği
- на английский — The Bread of Those Early Years (1957)
- на испанский — El pan de los años mozos
- на нидерландский — Het brood van mijn jeugd
- на португальский — O pão dos anos jovens
- на хорватский Kruh ranih godina
- на каталонский — El pa dels anys joves (1965)
- на датский — Brødet i de unge år  (1967)
- на французский — Le Pain des jeunes années  (1962)
- на итальянский — Il pane dei verdi anni e altri racconti  (1961)
- на чешский - Chléb mladých let (1959)
- на русский — Хлеб ранних лет (1958)
- на шведский — Ungdomens bröd (1957)
- на польский — Chleb najwcześniejszych lat (1957)
- на персидский — Naneh an salha
- на арабский — خبز السنوات الأولى‎‎ (2016)

## Адаптации
По сценарию Бёлля и Лео Ти в 1961 году по рассказу был снят фильм режиссера Герберта Веселы с Кристианом Дёрмером, Карен Блангернон и Верой Чеховой в главных ролях. Фильм, получивший премию «Предикат» и удостоенный кинопремии в пяти категориях («Золото» за лучшую режиссуру, лучшую операторскую работу, лучший музыкальный фильм, лучшую женскую роль; «Серебро» за полнометражный художественный фильм), стал немецкой конкурсной работой на Каннском международном кинофестивале в 1962 году.

## Издания
- Первое издание: Kiepenheuer & Witsch, Köln 1955
- Доступное сегодня: dtv-Taschenbuchausgabe